# تريمة متكاملة الأوراق
تريمة متكاملة الأوراق (الاسم العلمي:Trema integrifolia) هي نوع غير مؤكد من النباتات يتبع جنس التريمة من الفصيلة القنبية.

## مرادف
- الميس البالاوي (الاسم العلمي:Celtis palauensis)